# Laetitia Guarino
Laetitia Guarino, née le 23 octobre 1992, a été élue Miss Suisse à l'âge de 21 ans le 11 octobre 2014, succédant à Dominique Rinderknecht. Elle est le porte-parole de la Suisse à l'Eurovision 2015 et s'engage comme ambassadrice "Santé" au sein de la Fondation suisse Terre des Hommes.